# Christine Debès
Christine Debès z d. Harbuz (ur. 8 października 1966) – francuska siatkarka. W latach 1984–1993 rozegrała 161 meczów w reprezentacji Francji.
Pochodzi z siatkarskiej rodziny. Jej ojciec Jean Harbuz oraz mąż Alain Debès również reprezentowali Francję podczas turniejów międzynarodowych. Syn Julian Debès (ur. 2002) gra na pozycji libero w Ligue A.